# Celestino Midali
Celestino Midali (Isola di Fondra, 18 gennaio 1957) è un ex biatleta italiano.

## Biografia
Nato nel 1957 a Isola di Fondra, in provincia di Bergamo, nel 1979 e 1981 ha preso parte ai Mondiali: a Ruhpolding 1979 è arrivato 67º nello sprint e 5º nella staffetta, a Lahti 1981 invece 33º nello sprint e 9º nella staffetta.
A 23 anni ha partecipato ai Giochi olimpici di Lake Placid 1980, chiudendo 9º nella staffetta con il tempo di 1h40'20"79 insieme ad Adriano Darioli, Arduino Tiraboschi e Luigi Weiss.
Ai campionati italiani ha vinto 5 medaglie: 2 ori (1982 e 1985) e 1 bronzo (1981) nell'individuale e 1 oro (1985) e 1 argento (1980) nello sprint.